# Samuel Wylie Crawford
Samuel Wylie Crawford (8 novembre 1829 - 3 novembre 1892) est un chirurgien de l'armée des États-Unis et général de l'Union pendant la guerre de Sécession.
Transféré dans l'infanterie au début de la guerre, il dirige une brigade à Cedar Mountain, qui met en déroute une division qui comprend l'unité de Stonewall Jackson, même si elle est plus tard repoussée. Gravement blessé à Antietam, il reprend son service à Gettysburg, où sa division repousse les confédérés hors de la « vallée de la mort » à côté de Little Round Top, avec Crawford saisissant les couleurs de façon spectaculaire et menant une charge. Bien que ce soit un engagement relativement mineur, Crawford tente pendant des années d'être officiellement reconnu comme l'unique sauveur de Gettysburg, mais sans succès. La préservation du champ de bataille, cependant, est en grande partie due à ses efforts.
Dans les derniers jours de la guerre, sa division s'égare à Five Forks, faisant manquer à son chef de corps, le major général Gouverneur K. Warren, l'attaque pendant qu'il la recherche - l'un des prétextes utilisés par Sheridan pour le renvoi controversé de Warren.

## Avant la guerre
Crawford naît dans le comté de Franklin, en Pennsylvanie. Il est diplômé de l'université de Pennsylvanie en 1846 et de l'université de Pennsylvania School of Medicine en 1850. Il rejoint l'armée américaine comme assistant chirurgien en 1851 et occupe ce poste pendant dix ans.

## Guerre de Sécession
Crawford est le chirurgien en service à fort Sumter, Caroline du Sud, au cours du bombardement confédéré en 1861, qui représente le début de la guerre de Sécession. En dépit de son caractère purement médical, il est à la tête de plusieurs des pièces d'artillerie lorsque le fort retourne le feu.
Un mois après fort Sumter, Crawford décide d'un profond changement de carrière et accepte une commission en tant que commandant dans le 13th U.S. Infantry. Il sert comme assistant de l'inspecteur général du département de l'Ohio à partir de septembre 1861. Il est promu brigadier général des volontaires le 25 avril 1862, et commande une brigade dans le département de la Shenandoah, en participant à la campagne de la vallée contre Stonewall Jackson, mais la brigade ne participe à aucun combat réel. Sa première expérience de la bataille survient au cours de la campagne de Virginie Septentrionale, quand il est affecté dans l'armée de la Virginie, sous les ordres du major général John Pope. Lors de la bataille de Cedar Mountain, la brigade de Crawford lance une attaque surprise sur la gauche des confédérés, mettant en déroute une division qui comprend la brigade de Stonewall. Les confédérés contre-attaquent, cependant, et sa brigade, qui n'est pas soutenue par d'autres unités, est repoussée avec 50 % de pertes.
Lors de la bataille d'Antietam, Crawford commande temporairement sa division lorsque le brigadier général Alpheus S. Williams est promu au commandement du XIIe corps. Le commandement temporaire de Crawford est de courte durée, cependant, en raison d'une blessure à la cuisse droite. Il reste sur le terrain jusqu'à ce qu'il soit devenu trop faible à cause de la perte de sang et doit être évacué. Il lui faut huit mois pour guérir correctement de sa plaie et il est incapable de retourner sur le terrain jusqu'en mai 1863, quand il reçoit le commandement de la division des réserves de Pennsylvanie affectée aux défenses de Washington, D.C. En commandant cette division, Crawford suit les pas de deux de sommités de l'armée de l'Union : John F. Reynolds et George G. Meade.

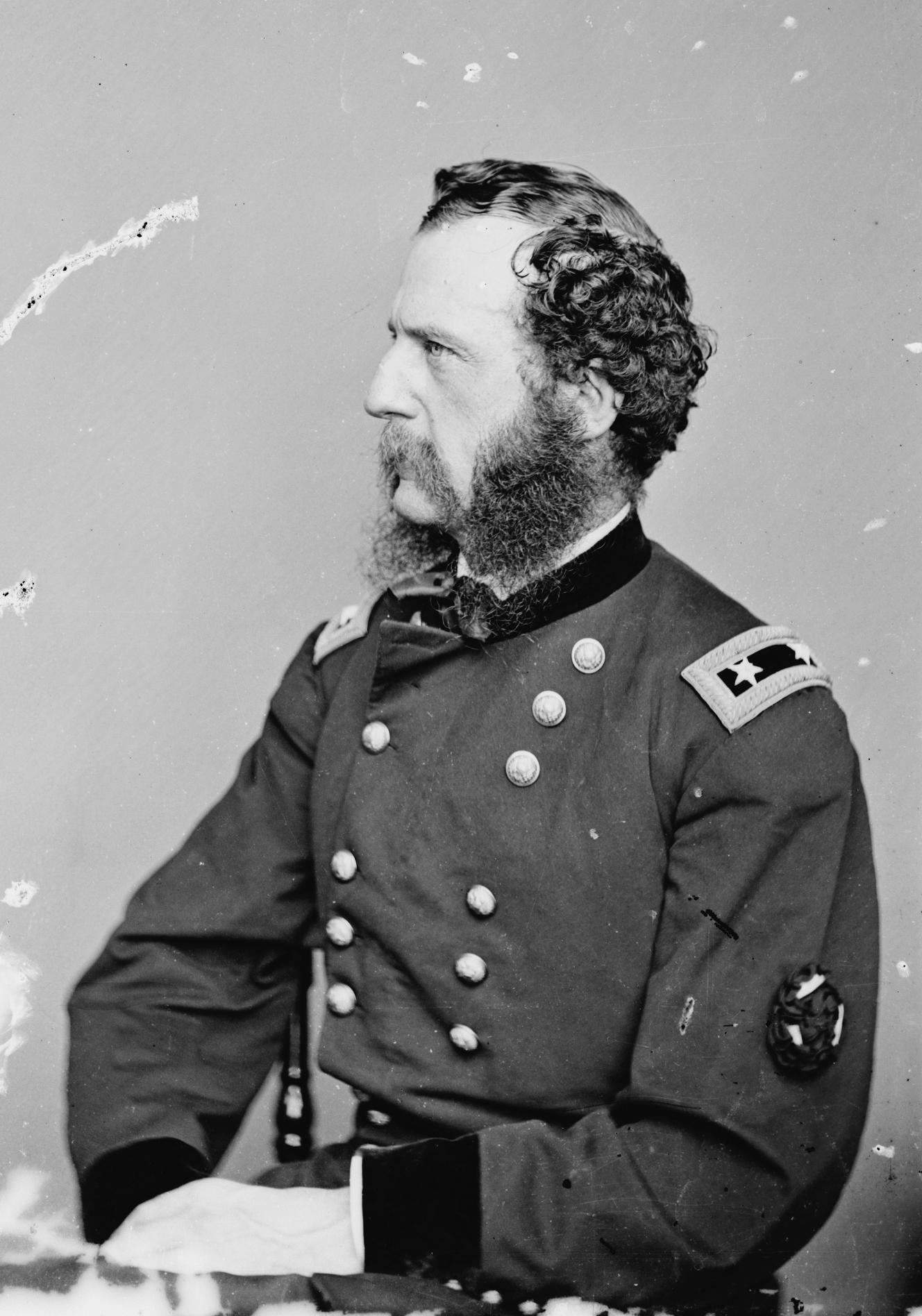
Samuel W. Crawford

En juin 1863, la division des réserves de Pennsylvanie est ajoutée à l'armée du Potomac lors de la campagne de Gettysburg. Crawford est dans une situation difficile. Sa formation est celle d'un chirurgien, et non d'un commandant de division d'infanterie, et bien qu'il ait de l'expérience au niveau d'une brigade, ses huit mois de convalescence impliquent que ses compétences sont à des niveaux minimes au début d'une campagne cruciale. En outre, les troupes de sa division viennent de passer six mois en service de garnison autour de Washington et ne sont pas totalement prêtes au combat. Le 2 juillet 1863, Crawford et sa division arrive à Gettysburg à l'arrière du Ve corps, commandé par le major général George Sykes. Il reçoit l'ordre de monter au front pour aider la brigade du colonel Strong Vincent sur Little Round Top, mais la bataille a déjà fait long feu au moment où sa division arrive.
Pendant ce temps, les troupes confédérées du corps du lieutenant général James Longstreet ont balayé Devil's Den (en), repoussant les défenseurs de l'Union jusqu'à Plum Run, un ruisseau juste à l'ouest de Little Round Top, et une zone qui est appelée par les soldats de la « vallée de la mort ». La division de Crawford balaie vers le bas la pente de Little Round Top avec les brigades des colonels William McCandless et David J. Nevin. La brigade de McCandless mène la charge, mais Crawford souhaite apparemment obtenir certains lauriers et saisit les couleurs de sa propre division des mains d'un sergent  surpris pour les entraîner aussi dans la charge. La charge est un succès, rencontrant peu de résistance, et les confédérés sont chassés de la vallée de la mort.
Bien que ce soit un engagement relativement mineur et que les pertes soient légères, il passe le reste de sa vie à se glorifier de Little Round Top. Après la guerre, Crawford joue un rôle important dans la préservation du champ de bataille de Gettysburg et à un moment tente de rassembler de l'argent pour couvrir la colline avec un grand édifice commémoratif et un musée consacré à sa division. Ce plan est un échec, et Little Round Top reste proche de son état d'origine, bien saupoudré de petits monuments. Crawford consacre aussi des efforts considérables en manœuvres politiciennes pour obtenir que les documents officiels de la guerre reconnaissent son rôle en tant que sauveur de Little Round Top, mais il échoue également dans cette quête.
Crawford reste à la tête de la division des réserves de Pennsylvanie dans le Ve corps jusqu'à la fin de la guerre. Lors de la campagne de Richmond-Petersburg, il commande aussi une garnison dans le siège qui se compose de ses deux premières brigades, une division du IX corps, et quelques autres régiments et unités d'artillerie ; sa troisième brigade est temporairement affectée à une autre division du Ve corps. Le 12 décembre 1864, le président Abraham Lincoln nomme Crawford pour l'attribution du brevet de major-général, avec une date de prise de rang au 1er août 1864, et le sénat américain confirme la nomination le 14 février 1865. Le 18 août, il est blessé à la poitrine au combat à la Weldon Railroad. Il reçoit un brevet de brigadier général de l'armée régulière pour la bataille de Five Forks et de major-général le 13 mars 1865. À Five Forks, sa division dérive à travers d'épais bois par rapport à l'attaque principale sur la gauche des confédérés. Le major général Gouverneur K. Warren, commandant du Ve corps, part personnellement pour récupérer la division de Crawford. Son absence lors de l'attaque est l'une des raisons invoquées par le major général Philip Sheridan pour relever Warren. Bien que Crawford est le général le plus ancien du corps, Sheridan nomme un officier plus jeune (le brigadier général Charles Griffin) pour remplacer Warren.
Crawford est présent lors de la reddition de Robert E. Lee à Appomattox Court House en avril 1865, faisant de lui l'un des rares soldats à être présent à la fois le début et la fin effective de la guerre de Sécession.

## Après la guerre
Crawford part à la retraite de l'armée le 19 février 1873, et avec le grade de brigadier-général, de l'armée américaine à la retraite. Il meurt à Philadelphie, en Pennsylvanie, et y est enterré dans le cimetière de Laurel Hill. Il est l'auteur de The Genesis of the Civil War, publié en 1887.